# مارک سارو
مارک سارو (فرانسوی: Marc Sarreau‎؛ زادهٔ ۱۰ ژوئن ۱۹۹۳) دوچرخه‌سوار اهل فرانسه است.
از باشگاه‌هایی که در آن رکاب زده‌است می‌توان به تیم دوچرخه‌سواری اف‌دی‌جی و تیم دوچرخه‌سواری آرمی دو تر اشاره کرد.